# Alfred Matusche
Alfred Matusche (* 8. Oktober 1909 in Leipzig; † 31. Juli 1973 in Karl-Marx-Stadt) war ein deutscher Dramatiker.

## Leben
Alfred Matusche wurde am 8. Oktober 1909 in Leipzig als Sohn eines Arbeiters geboren; der Vater starb im Ersten Weltkrieg, die Witwe brachte die Familie mit Heimarbeit für eine Kleiderfabrik durch. 1923 begann Matusche eine Lehre als Schlosser; es folgten Arbeitslosigkeit und der Beginn eines Techniker-Studiums, das er abbrach, um sich ganz seinen literarischen Neigungen zu widmen.
Von 1925 bis 1933 veröffentlichte Matusche in Zeitungen Gedichte und kurze Prosatexte; er arbeitete für den Mitteldeutschen Rundfunk, wo ihn Eugen Kurt Fischer, der Leiter der literarischen Abteilung, förderte. Matusche suchte Anschluss an linke literarische Kreise. Für längere Zeit begab er sich auf der Wanderschaft und besuchte u. a. Hermann Hesse und Johannes Schlaf.
1933 durchsuchte die Gestapo seine Wohnung und verhörte ihn. Nahezu all seine Manuskripte wurden vernichtet, zum Teil durch Matusche selbst. Zwischen 1933 und 1945 lebte er in Portitz bei Leipzig und später in Schlesien. Obwohl kurzzeitig eingezogen, konnte er sich einem Fronteinsatz im Zweiten Weltkrieg entziehen. Trotz seiner antifaschistischen Grundhaltung wurde eine aktive Widerstandstätigkeit nicht nachgewiesen.
1945 kehrte Matusche nach Portitz zurück und arbeitete für den Leipziger Rundfunk. 1951/1952 entstand sein dramatischer Erstling Welche, von den Frauen?. 1955 wurde Die Dorfstraße am Deutschen Theater Berlin nach Zusammenarbeit mit dem Chefdramaturgen Heinar Kipphardt uraufgeführt (Regie Hannes Fischer). 1958 folgte die Uraufführung von Nacktes Gras am Maxim Gorki Theater Berlin (Regie Hans Dieter Mäde).
Ab 1959 arbeitete Matusche am Maxim Gorki Theater als Dramaturg. Dort knüpfte er Freundschaft mit Armin Stolper. Zwischen 1960 und 1966 lebte Matusche in Kolberg, in Petershagen bei Schöneiche und in anderen Orten in der Berliner Umgebung. Kurzzeitig arbeitete er als Dramaturg am Hans-Otto-Theater Potsdam.
Zwischen 1958 und 1968 entstehen drei Fernsehspiele: Die gleiche Strecke (1961), Der Regenwettermann (1965) und Der Ausreißer (1965) sowie das Hörspiel Unrast (1961). Zwischen 1960 und 1973 schrieb er zahlreiche Theaterstücke, darunter Das Lied meines Weges (1963/1965), Die Nacht der Linden (1965) und Kap der Unruhe (1968). „Von Wolfgang Langhoff und Heinar Kipphardt gefördert, von Peter Hacks und Heiner Müller bewundert, hat ihn das DDR-Theater zeitlebens als Außenseiter geächtet. Seine Stücke wurden als heiße Eisen gehandelt, die nur mit feuerfesten Regiehandschuhen oder besser erst gar nicht angefasst wurden.“
1969 zog Matusche nach Karl-Marx-Stadt; dort traf er auf Peter Sodann. Matusche erhielt 1973 den Lessing-Preis und erlebte kurz vor seinem Tod, begleitet von zwei Ärzten, die Uraufführung seines Van Gogh an den Städtischen Bühnen von Karl-Marx-Stadt.

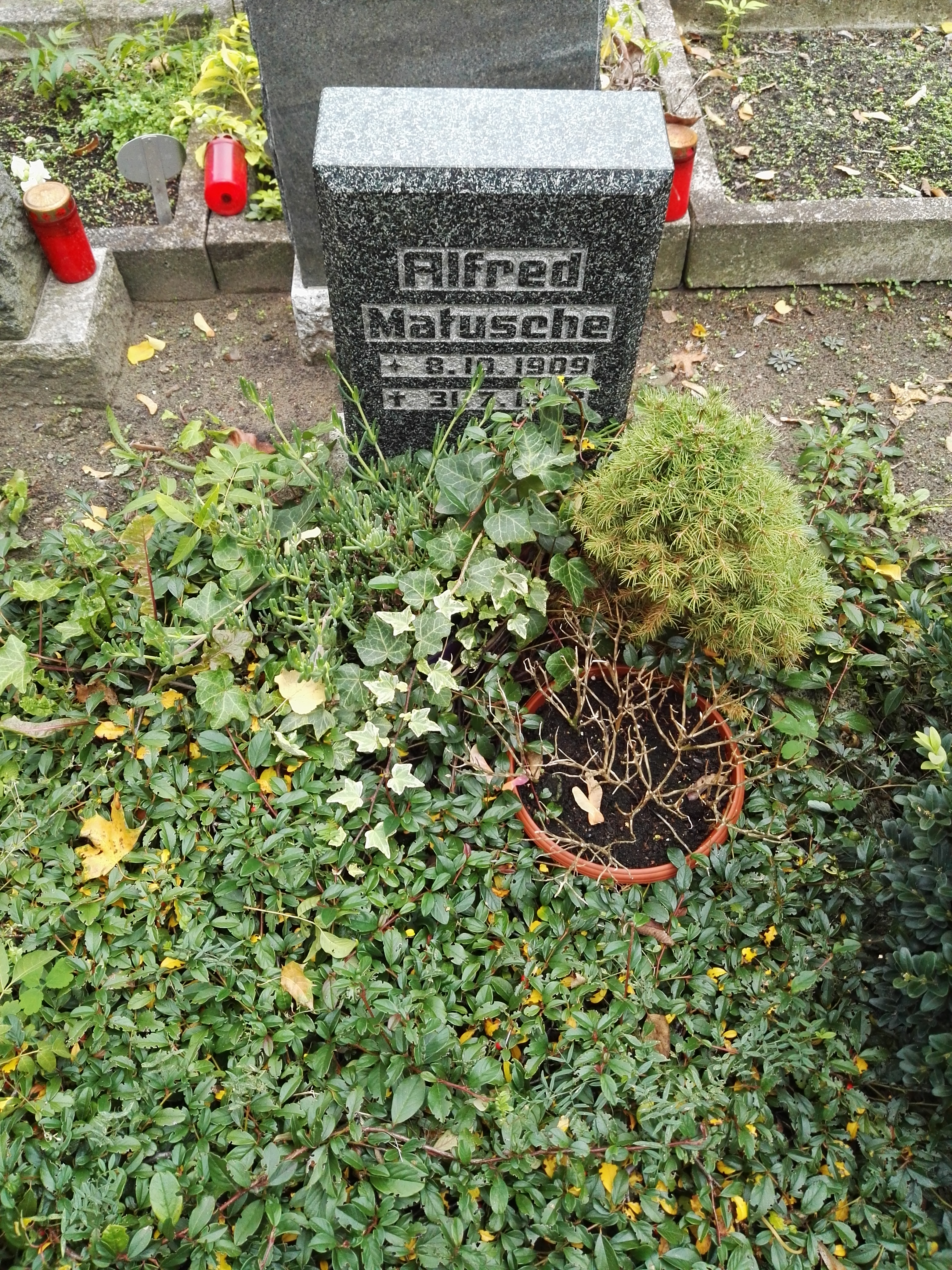
Grabstätte

Alfred Matusche starb am 31. Juli 1973. Seit Januar des gleichen Jahres hatte ihn ein Herz- und Kreislaufleiden ans Krankenbett gefesselt. Sein Grab liegt auf dem Dorotheenstädtischen Friedhof in Berlin. Sein Nachlass befindet sich im Literaturarchiv der Akademie der Künste, Berlin.

## Werke
- Welche, von den Frauen? 1952/53 (Uraufführung Schwedt)
- Die Dorfstraße 1955 (Uraufführung  DT Berlin)
- Nacktes Gras 1958 (Uraufführung Maxim Gorki Theater Berlin)
- Die gleiche Strecke 1960/61
- Die feurige Stadt 1960
- Unrast 1961 (Hörspiel), Regie: Wolfgang Schonendorf, Rundfunk der DDR
- Der Ausreißer 1963
- Der Regenwettermann 1963/65 (Uraufführung Potsdam)
- Die Andere 1965
- Die Nacht der Linden 1965 (Uraufführung Potsdam)
- Das Lied meines Weges 1967 (Uraufführung Karl-Marx-Stadt)
- Kap der Unruhe 1968 (Uraufführung Potsdam)
- Neue Häuser (Prognose) 1971 (Uraufführung Potsdam)
- An beiden Ufern 1971 (Uraufführung Potsdam)
- Van Gogh 1973 (Uraufführung Karl-Marx-Stadt).

## Wirkung und Nachwirkung
Alfred Matusche war immer ein „Geheimtipp“. 1969 wurde sein Stück Van Gogh in der Bundesrepublik Deutschland von Thomas Fantl verfilmt. Matusche hatte und hat eine treue Gemeinde von teilweise namhaften Theaterschaffenden, Autoren und Literaturwissenschaftlern, die sich über Jahrzehnte hinweg auf ihn beziehen.
Seine Dramen fanden immer wieder den Weg auf die Bühnen, so zuletzt Kap der Unruhe mit Premiere am 26. September 2008 am Thalia Theater (Halle) in Regie von Katka Schroth. Sie wären „es wert, gegen die Ostalgie, die sie 2009, zum hundertsten Geburtstag, auf die Bühne holen könnte, verteidigt zu werden“.

## Werkausgaben
- Dramen. Henschelverlag, Berlin 1971.
- Welche, von den Frauen? Henschelverlag, Berlin 1979.
- Dramen [Werkausgabe]. Herausgegeben von Gottfried Fischborn. VAT Verlag Andre Thiele, Mainz 2009, ISBN 978-3-940884-08-4.

## Hörspielproduktionen
- 1961: Unrast, Regie: Wolfgang Schonendorf mit Gisela Rimpler, Günther Haack, Helmut Müller-Lankow, Gerhard Bienert u. a., Ursendung: 3. Mai 1961, Radio DDR I
- 1973: Van Gogh, Komposition: Ruth Zechlin, Regie: Peter Groeger, mit Manfred Karge, Jürgen Holtz u. a. Ursendung: 28. April 1973, Stimme der DDR
- 1980: An beiden Ufern, Regie: Peter Groeger, mit Annemone Haase, Ulrich Voss, Jutta Hoffmann u. a., Ursendung: 4. Mai 1980, Radio DDR II

## Fernsehproduktionen
- 1961: Die gleiche Strecke, Regie: Robert Trösch, mit Günter Naumann, Barbara Aldolph, Eva-Maria Hagen u. a., Erstausstrahlung: 4. April 1961
- 1963: Der Regenwettermann, Inszenierung: Fritz Bennewitz, mit Wolfgang Hübner, Rolf Römer, Helmut Müller-Lankow u. a., Erstausstrahlung: 20. November 1963
- 1963: Der Ausreißer, Regie: Robert Trösch, mit Ernst-Georg Schwill u. a., Erstausstrahlung: 30. Dezember 1963